# Zion Johnson
Zion Johnson (Bowie, 18 novembre 1999) è un giocatore di football americano statunitense che milita nel ruolo di offensive guard per i Los Angeles Chargers della National Football League (NFL).

## Carriera universitaria
Dopo avere giocato per due stagioni al Davidson College, Johnson passò al Boston College. Nella prima stagione disputò 7 gare come guardia sinistra titolare, venendo inserito nella seconda formazione ideale della Atlantic Coast Conference (ACC), oltre a essere nominato Offensive Lineman della settimana per tre volte. Nel 2021 fu spostato nel ruolo di tackle sinistro, venendo inserito nella terza formazione ideale della ACC. Dopo avere considerato di rendersi eleggibile per il Draft NFL 2021, Johnson decise di rimanere al college per una quinta stagione Tornò nella posizione di guardia nell'ultima stagione, venendo premiato come All-American dalla Walter Camp Football Foundation.

## Carriera professionistica
Johnson fu scelto come 17º assoluto nel Draft NFL 2022 dai Los Angeles Chargers. Debuttò come professionista partendo come titolare nella gara del primo turno vinta contro i Las Vegas Raiders. La sua prima stagione si chiuse con 15 presenze, tutte come titolare, venendo inserito nella formazione ideale dei rookie dalla Pro Football Writers of America..

## Palmarès
- PFWA All-Rookie Team - 2022